# Regeling rijkssubsidiëring instandhouding monumenten
Regeling rijkssubsidiëring instandhouding monumenten of Rrim is een Nederlandse regeling bedoeld voor van rijkswege beschermde monumenten (rijksmonumenten, niet zijnde archeologische monumenten). De regeling is samen met de  Leidraad Brim subsidiabele instandhoudingskosten onderdeel van het Besluit rijkssubsidiëring instandhouding monumenten of Brim welke sinds 1 februari 2006 van kracht is.
Het is een subsidieregeling bedoeld voor onderhoudswerkzaamheden aan een beschermd monument of werkzaamheden die het normale onderhoud te boven gaan en die voor het herstel van het monument noodzakelijk zijn. De regeling is in leven geroepen door de overheid om planmatig onderhoud van rijksmonumenten door eigenaren te stimuleren zodat dure en ingrijpende restauraties later kunnen worden voorkomen. 

## Fasering
Vanwege de beperkte omvang van de subsidiemiddelen is door de overheid gekozen voor een gefaseerde inwerkingtreding van het Brim op basis van monumentencategorieën.

### 2010 en 2011
Tot en met 31 augustus 2010 kunnen de eigenaren van monumenten in de twee CBS-categorieën "Kerkelijke gebouwen" en "Kerkonderdelen/-objecten" subsidie aanvragen voor de periode 2011-2016. De aanvraag is beperkt voor de rijksmonumentnummers 1 t/m 26099. In 2011 volgen de objecten met de nummers 26100 t/m 45949. 

### Eerdere inwerktredingen
- In 2006 molens, kastelen, landhuizen e.d. en horeca-instellingen voor de periode 2007-2012
- In 2007 agrarische gebouwen, (delen van) gebouwen en woonhuizen en weg- en waterwerken voor de periode 2008-2013
- In 2008 openbare gebouwen, verdedigingswerken, liefdadige instellingen en losse objecten voor de periode 2009-2014.
- In 2009 zijn de kerkelijke gebouwen en kerkonderdelen/-objecten met de nummers vanaf 45950 ingestroomd.